# Проходження Фобоса, видиме з Марса

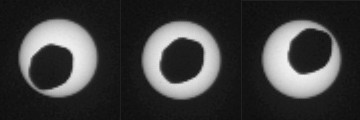
Кільцеподібне затемнення Сонця Фобосом на Марсі, зняте марсоходом «К'юріосіті» (20 серпня 2013 року).

Проходження Фобоса на фоні Сонця, зняте з поверхні Марса марсоходом «Опортьюніті» (10 березня 2004 року).

Проходження Фобоса на тлі видимого диска Сонця, яке можна спостерігати з поверхні Марса, відбувається тоді, коли Фобос проминає безпосередньо між Сонцем та певною точкою на поверхні Марса, при цьому затемнюючи значну частину сонячного диска для спостерігача на Марсі. Під час проходження Фобос виглядає з поверхні Марса як великий чорний диск, який швидко рухається на тлі видимого диска Сонця. Водночас тінь (антумбра) Фобоса рухається марсіанською поверхнею.
Цю подію можна трактувати як особливо швидке та незначне кільцеподібне затемнення Сонця Фобосом.

## Проходження
Проходження Фобоса, видиме з Марса, зазвичай триває всього лиш близько 30 секунд, зважаючи на дуже короткий орбітальний період цього супутника, який становить близько 7,6 години.
Оскільки Фобос рухається по орбіті, дуже близькій до Марса, а також приблизно в одній площині із екватором планети, проходження Фобоса трапляються в певних точках поверхні Марса ледь не кожного дня — у більшості днів марсіанського року. Орбітальний нахил супутника становить 1,08°, тож широта його тіні, яка проектується на марсіанську поверхню, має певні сезонні варіації, зміщуючись із 70,4° пд. ш. до 70,4° пн. ш., а потім назад — протягом марсіанського року. Фобос розташований настільки близько до Марса, що його зовсім не видно південніше 70,4° пд. ш. чи північніше від 70,4° пн. ш.; у деякі дні року його тінь взагалі не потрапляє на планету, а спрямовується кудись на північ чи південь від Марса.
У будь-якій географічній місцевості на поверхні Марса є два періоди в марсанському році, коли тінь Фобоса чи Деймоса пересікає її широту. Протягом кожного з таких інтервалів у цій географічній місцевості спостерігачі можуть побачити близько півдюжини проходжень Фобоса (порівняно з відсутністю або єдиним таким проходженням Деймоса). Проходження Фобоса відбуваються в період марсіанської осені чи зими у відповідній півкулі; ближче до екватора вони відбуваються в період осіннього та весняного рівнодення, тоді як далі від екватора такі проходження трапляються ближче до зимового сонцестояння.
Спостерігачі у вищих широтах (але нижчих за 70,4°) змогли б побачити помітно менший кутовий діаметр Фобоса, оскільки їх розташування було б значно більш віддаленим від супутника, аніж розташування спостерігачів на марсіанському екваторі. У результаті проходження Фобоса на тлі Сонця для таких віддалених спостерігачів покривало б значно меншу поверхню видимого сонячного диску. Оскільки супутник рухається по близькій до Марса орбіті, Фобоса не видно північніше від широти 70,4° пн. ш. і південніше від 70,4° пд. ш.; спостерігачі на таких широтах, звісно, не змогли б побачити і проходжень.
Марсохід «Опортьюніті» робив знімки проходжень Фобоса 7, 10 та 12 березня 2004 року. У підписах до зображень нижче у першому рядку показаний земний час (UTC), а в другому — марсіанський місцевий сонячний час.
|                   |                   |
| 02:46:23 08:16:41 | 02:46:33 08:16:51 |

|                   |                   |                   |
| 07:36:28 11:04:23 | 07:36:38 11:04:32 | 07:36:48 11:04:42 |

|                   |                   |                   |                   |
| 13:40:47 15:42:35 | 13:40:57 15:42:44 | 13:41:07 15:42:54 | 13:41:17 15:43:04 |

Дані у таблицях нижче генеруються за допомогою JPL Horizons. Існує невелика невідповідність щодо часу, поданого для серій зображень вище. Це може бути спричинено неточностями в ефемеридних даних, які використовуються JPL Horizons; крім того, дані JPL Horizons подають середній (видимий) сонячний час, тоді як час, поданий вище, є, ймовірно, певною формою дійсного сонячного часу (а тому частина невідповідностей може бути спричинена марсіанським еквівалентом вирівнювання часу).
| Тривалість, земний час (UTC)                                                              | Тривалість (місцевий сонячний час) | Мінім. різниця | Фобос, кут. діам. | Сонце, кут. діам. | Сонце, вис. |
| ----------------------------------------------------------------------------------------- | ---------------------------------- | -------------- | ----------------- | ----------------- | ----------- |
| Попередня серія проходжень, які трапились наприкінці квітня — на початку травня 2003 року |                                    |                |                   |                   |             |
| 7 березня 2004 р. (02:46:25 — 02:46:54)                                                   | 08 18 32 — 08 19 00                | 671"           | 779,2"            | 1230,7"           | 34,6°       |
| 8 березня 2004 р. (01:39:58 — 01:40:31)                                                   | 06 35 36 — 06 36 08                | 517"           | 665,0"            | 1229,8"           | 8,9°        |
| 10 березня 2004 р. (07:36:33 — 07:37:07)                                                  | 11 06 16 — 11 06 49                | 114"           | 908,4"            | 1227,6"           | 76,3°       |
| 11 березня 2004 р. (14:47:15 — 14:47:53)                                                  | 17 27 19 — 17 27 56                | 193"           | 669,4"            | 1226,3"           | 8,0°        |
| 12 березня 2004 р. (13:41:02 — 13:41:38)                                                  | 15 44 38 — 15 45 13                | 64"            | 784,5"            | 1225,5"           | 33,7°       |
| 13 березня 2004 р. (12:30:00 — 12:30:28)                                                  | 13 57 16 — 13 57 42                | 625"           | 880,4"            | 1224,6"           | 60,4°       |
| Наступна серія проходжень, які трапились протягом другої половини березня 2005 р.         |                                    |                |                   |                   |             |

## Фотознімки тіні
Якщо дивитися з орбіти, можна побачити, як пенумбральна тінь Фобоса швидко рухається по марсіанській поверхні. Ця тінь багаторазово була сфотографована у різний час космічним апаратом Mars Global Surveyor.

### Вікінг-1
У 1970-х орбітальний та спусковий апарати «Вікінг-1» також сфотографували тінь від супутника. Лендер виявив пенумбральну тінь Фобоса в той момент, коли вона проходила прямо над його місцем розташування. Затемнення спостерігалося як незначне послаблення навколишнього освітлення; камера спускового апарата «Вікінг» не зробила знімків Сонця. Проходження тіні над місцем розташування апарата тривало близько 20 секунд, а сама тінь рухалася зі швидкістю близько 2 км/с. Водночас знімок тіні зробив і орбітальний апарат «Вікінг-1», що дало змогу визначити позицію лендера на знімках орбітального апарата.

### Знімок 26 серпня 1999 року

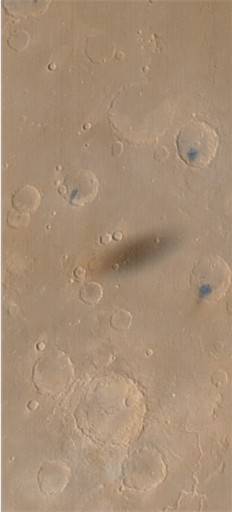
Пенумбральна тінь Фобоса на поверхні Марса, знята космічним апаратом Mars Global Surveyor 26 серпня 1999 року. Координати центральної точки тіні: 10,9° пн. ш. 49,2° зх. д. (о 04:00:33 UTC)

Набагато якісніші знімки тіні були виконані із прибуттям у 1997 році космічного апарата Mars Global Surveyor із встановленою на ньому Марсіанською орбітальною камерою з високою роздільністю. Один такий знімок був виконаний 26 серпня 1999 року, і дозволив побачити тінь Фобоса на поверхні Марса у високій роздільності. Цей знімок з'явився у прес-релізі NASA від 1 листопада 1999 року.
Розглядаючи карти Марса, можна визначити, що тінь центрована у точці, координати якої становлять приблизно 10,9° пн. ш. 49,2° зх. д.
Можна теж переглянути оригінали зображень у частинах галереї ширококутних знімків — MOC Wide-Angle Images, регіон Lunae Palus, M04: M04-03241 (червоний фільтр) та M04-03242 (блакитний фільтр). Експонування («image start time») розпочалося о 03:26:13,01 UTC, час інтеграції рядків пікселів («line integration time») становив 80,4800 мілісекунди, фактор вертикального злиття рядків («downtrack summing») становить 4. Оскільки центр тіні на зображенні розміщений на рівні 6400 пікселів, якщо рахувати знизу на оригінальному зображенні з вертикальним розміром у 10 800 пікселів (Mars Global Surveyor рухався сонячно-синхронною орбітою з півдня на північ); отож, ми перемножуємо вказані значення (6400 × 0,08048 × 4) = 2060,3 с = 34 хв 20,3 с, і отримуємо час, коли був сфотографований центр тіні — 04:00:33,3 UTC. Вертикальний розмір тіні на знімку становить 50 пікселів. Тож, для отримання 50 вертикальних пікселів зображення, потрібно було (50 × 0,08048 × 4) = 16,1 секунд, чим пояснюється певна розпливчастість, розмиття тіні, зважаючи на швидкий рух тіні, а також на те, що ширина одного пікселя на знімку відповідає 960 метрам. З цієї ж причини тінь вийшла дещо видовженою; якби знімок тіні був виконаний в єдиний момент, вона все одно була б видовженою (Сонце світить зліва, під кутом 45°), однак її форма була б значно більш наближеною до круглої.
Якщо ввести значення координат довготи/широти/висоти −310,8, 10,9,0 у JPL Horizons, можна побачити, що передбачуваним часом проходження для цієї точки був час 04:00:36 UTC, що чудово узгоджується із похибкою у визначенні точної довготи та широти центру тіні. Явище відбулось о 14:41 за марсіанським місцевим сонячним часом, коли висота Сонця на небосхилі була на рівні 46,5° над горизонтом. JPL Horizons також вказує на те, що 26 серпня 1999 року відстань між Землею та Марсом дорівнювала 9,6 світлових хвилини.

### Інші фотознімки

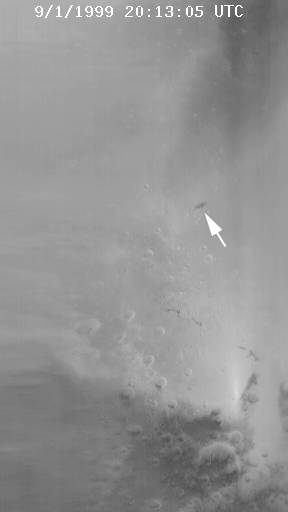
Пенумбральна тінь Фобоса на Марсі 1 вересня 1999 року, знята космічним апаратом Mars Global Surveyor. Центр тіні містився в точці з координатами 14° пн. ш. 236° зх. д. о 20:49:02,4 UTC. Текстова позначка «20:13:05» позначає початок експонування фотознімка.

Існують цілі дюжини інших зображень тіні, проте вони мають значно нижчу роздільність (нижча у 27/4). Три такі знімки можна було побачити у прес-релізі NASA від 1 листопада 1999 року.
Варто зауважити, що позначки часу, видруковані на фотознімках у прес-релізі NASA не відповідають дійсному часу, коли було виконано знімок тіні; вони радше репрезентують початок експонування вертикально набагато більшого оригінального знімка. Mars Global Surveyor рухається навколо Марса по сонячно-синхронній полярній орбіті із орбітальним періодом у 117,65 хвилини, рухаючись із південного до північного полюса та при цьому постійно спрямовуючи свою фотокамеру прямо вниз. У результаті отримується зображення у формі дуже довжелезної вузької вертикальної смужки, на якій пікселі на верхньому краю фіксуються майже на цілу годину пізніше за пікселі, розташовані на нижньому краю зображення. У принципі, вертикальний розмір зображення може досягати навіть 43 200 пікселів, проте техніка вертикального злиття рядків («downward summing») використовується для злиття суміжних рядків пікселів. Зокрема, фактор вертикального злиття із числовим значенням 27 спричинює злиття кожних 27 рядків у один-єдиний, в результаті чого вихідне зображення матиме всього 1600 пікселів у висоту. Тож для визначення дійсного часу, у який була сфотографована тінь Фобоса на поверхні Марса, треба отримати доступ до оригінального фотознімка, відрахувати вертикальну кількість пікселів від низу до самого зображення тіні, визначити час, який пройшов від моменту початку експонування і до моменту, коли була фотографована тінь, та потім додати цей час до часу початку експонування — так можна отримати точний час, коли можна було спостерігати проходження Фобоса у даній точці на поверхні планети.
Як приклад, можна розглянути зображення із позначкою часу за 1 вересня 1999 року, 20:13:05 (UTC). Є два оригінальні фотознімки із галереї MOC Global-Map Images, Subphase M07: M07-00166 (червоний фільтр) та M07-00167 (синій фільтр). Координати точки, у якій розташована тінь на знімку — становлять приблизно 14° пн. ш. 236° зх. д.
У цьому випадку час початку експонування дорівнює 20:13:04,69 UTC, час інтеграції рядків пікселів становить 80,48 мс, а фактор вертикального злиття рядків дорівнює 27. Висота тіні становить 8 пікселів, центр її міститься на 993 пікселі, якщо рахувати вертикально знизу оригінального фотознімка з вертикальним розміром у 1600 пікселів. Отже, додаємо до часу початку експонування (993 × 0,08048 × 27) = 2157,75 с = 35 хв 57,75 с, та отримуємо час зйомки центру тіні, 20:49:02,4 UTC.
Якщо ввести значення довгота/широта/висота координат −124,14,0 у JPL Horizons, можна отримати передбачуваний час проходження о 20:49, який знову ж таки цілком добре узгоджується із одержаними за допомогою фотознімка даними. 1 вересня 1999 року відстань між Землею та Марсом становила 9,9 світлової хвилини.